# علی صبیح
علی صبیح (به فرانسوی: Ali Sabieh) (به عربی: علی صبیح) شهری در منطقهٔ علی صبیح واقع در کشور جیبوتی است که در سال ۲۰۰۵ میلادی دارای ۴۷۴۰۰ نفر جمعیت بود.